# Brahmananda Panda
Pour les articles homonymes, voir Panda.
Brahmananda Panda, né le 3 avril 1949 et mort le 30 janvier 2010, était un homme politique, membre du 14e Lok Sabha de l'Inde.
Il était membre du Jagatsinghpur Lok Sabha constituency d'Orissa et faisait partie du Biju Janata Dal (BJD).